# Maglarps nya kyrka

Maglarps nya kyrka, invigd 1909, riven 2007, var en kyrkobyggnad i Maglarps socken. Den tillhörde Hammarlövs församling i Lunds stift.
Kyrkan byggdes av rött tegel 1907–1908 och invigdes 1909. Den var församlingens huvudkyrka fram till 1971 och stängdes 1976. Efter några decenniers diskussioner och rättslig process revs kyrkan 2007.

## Historik
En ny kyrka i Maglarp hade diskuterats sedan tidigt 1870-tal. Redan 1871 hade Helgo Zettervall ritat ett förslag till ny kyrka, som dock befanns vara alltför kostsam att förverkliga. Zettervalls elev Henrik Sjöström gjorde om förslaget, som godkändes 1893.
Dock skulle en annan arkitekt, malmöbon Harald Boklund, komma att rita den kyrka som faktiskt byggdes. Anledningen var att det var svårt att bestämma var den nya kyrkan skulle ligga, både inom församlingen och på riksnivå. Samtidigt hade det uppkommit en viss tvekan om man över huvud taget skulle bygga en ny kyrka. Till slut bestämdes att den inte skulle byggas på den medeltida kyrkans plats i byn, utan placeras på slätten en bit därifrån.
Den nya kyrkan uppfördes med fasader av rött maskintegel. Den var en av de sista nygotiska kyrkorna som byggdes i Skåne. Byggnadsarbetet inleddes 1907 och slutbesiktning kunde genomföras i december 1908. Den 17 juli 1909 invigdes kyrkan.
Att placera kyrkan helt ensam på slätten visade sig inte vara så lyckat. Den salta luften från havet gjorde att teglet vittrade och rasrisken ökade.
Efter en grundlig restaurering återinvigdes Maglarps gamla kyrka 1971 och blev då åter huvudkyrka i Maglarps församling. Den sista gudstjänsten i den nya kyrkan hölls den 16 september 1976 och därefter användes bara den gamla kyrkan.

### Efter stängningen
Redan innan den gamla kyrkan åter tagits i bruk hade en rivning av den nya kyrkan föreslagits. Underhåll av den nya kyrkan upphörde redan 1968.
En formell ansökan om rivning inlämnades i december 1996. 1999 bestämde Länsstyrelsen att kyrkan inte fick rivas, men i maj 2000 gav Regeringsrätten prövningstillstånd för rivningen. Drygt fem år senare den 10 juni 2005 beslutade Regeringsrätten att kyrkan fick rivas, varefter den avsakraliserades av biskop Christina Odenberg den 20 maj 2006.
Kyrkans arkitektur och historik beskrivs närmre i boken "Maglarp – kyrkan som försvann", utgiven av Riksantikvarieämbetet 2010 i serien Studier till Sveriges kyrkor. I boken belyser olika forskare rivningen av Maglarps nya kyrka ur konstvetenskaplig, etnologisk, kyrkoantikvarisk och kulturhistorisk synpunkt med jämförande exempel.

### Rivning
Sommaren 2007 dokumenterades kyrkan. Församlingen valde att inte sälja föremål och inredning, utan istället skänka det till olika museer, församlingsbor eller dylikt. Predikstolens baldakin fördes till Lunds universitets historiska museum. Altaruppsatsen förvaras på Trelleborgs museum. Församlingsborna i Maglarp har bland annat tagit sig an kyrkbänkarna.
Rivningen av kyrkan, som inleddes 3 september 2007, planerades kosta drygt två miljoner kronor. En renovering av kyrkan uppskattades till mellan 10 och 30 miljoner kronor.
Efter kyrkans rivning köpte Sysav 40 000 tegelstenar som användes för att bygga ett nytt kontorshus på Spillepengsgatan 13 i Malmö.
Andra kyrkor som rivits sedan 1800-talet är: 
- Balingsta tegelkyrka i Uppland, byggd 1872, revs 1934.
- Kummelby kyrka i Sollentuna, byggd 1957, revs 1999 på grund av byggfel och grundförskjutning.
- Källs-Nöbbelövs kyrka, byggd 1881, revs 1957 då den blivit oanvändbar på grund av fuktskador och angrepp av husbock. En ny kyrka invigdes 1959.
- Dessutom har flera frikyrkobyggnader, som Blasieholmskyrkan (1868–1964) och Immanuelskyrkan (1885–1977) i Stockholm, samt gamla katolska Vår frälsares kyrka (1872–1960) och Betelkyrkan (1886–1975) i Malmö, rivits.

### Kyrkklockorna
Kyrkklockorna flyttades för tillfällig förvaring till Skånska Klockgjuteriet i Hannas på Österlen 2007. Samma år lovade kyrkorådet att de skulle återföras båda tillbaka till Maglarps gamla kyrka. Den lilla klockan som nu hänger i kyrkan, skulle flyttas till Maglarps nya kyrkogrund, resterna av Maglarps nya kyrka, när en ny klockstapel är färdig och redo att ta emot denna klocka.
Tio år efter rivningen hade klockorna ännu inte flyttats till den gamla kyrkan, något som kyrkogårdsförvaltningen år 2017 uppskattade skulle kosta runt 600 000 kronor.

### Orgel
- 1907 byggde Olof Hammarberg, Göteborg en pneumatisk orgel i kyrkan.

| Manual I          | Manual II          | Pedal         | Koppel |
| Borduna 16´       | Rörflöjt 8´        | Subbas 16´    | I/P    |
| Principal 8´      | Salicioanl 8´      | Violoncell 8´ | II/P   |
| Flöjt harmonik 8´ | Violin 8´          |               | II/I   |
| Gamba 8'          | Flöjt oktaviant 4' |               |        |
| Oktava 4'         |                    |               |        |
| Trumpet 8'        |                    |               |        |

## Galleri

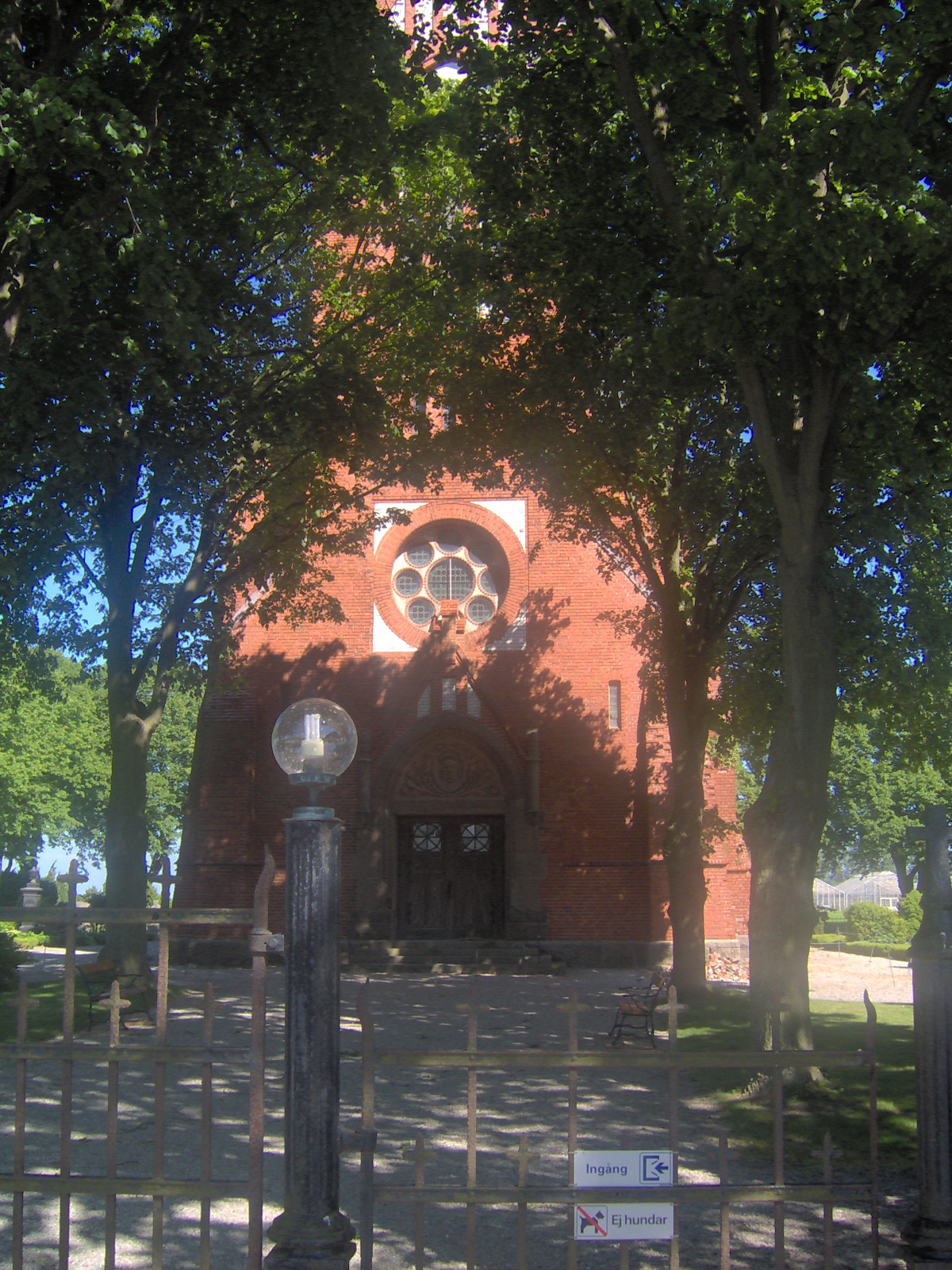
Västportalen
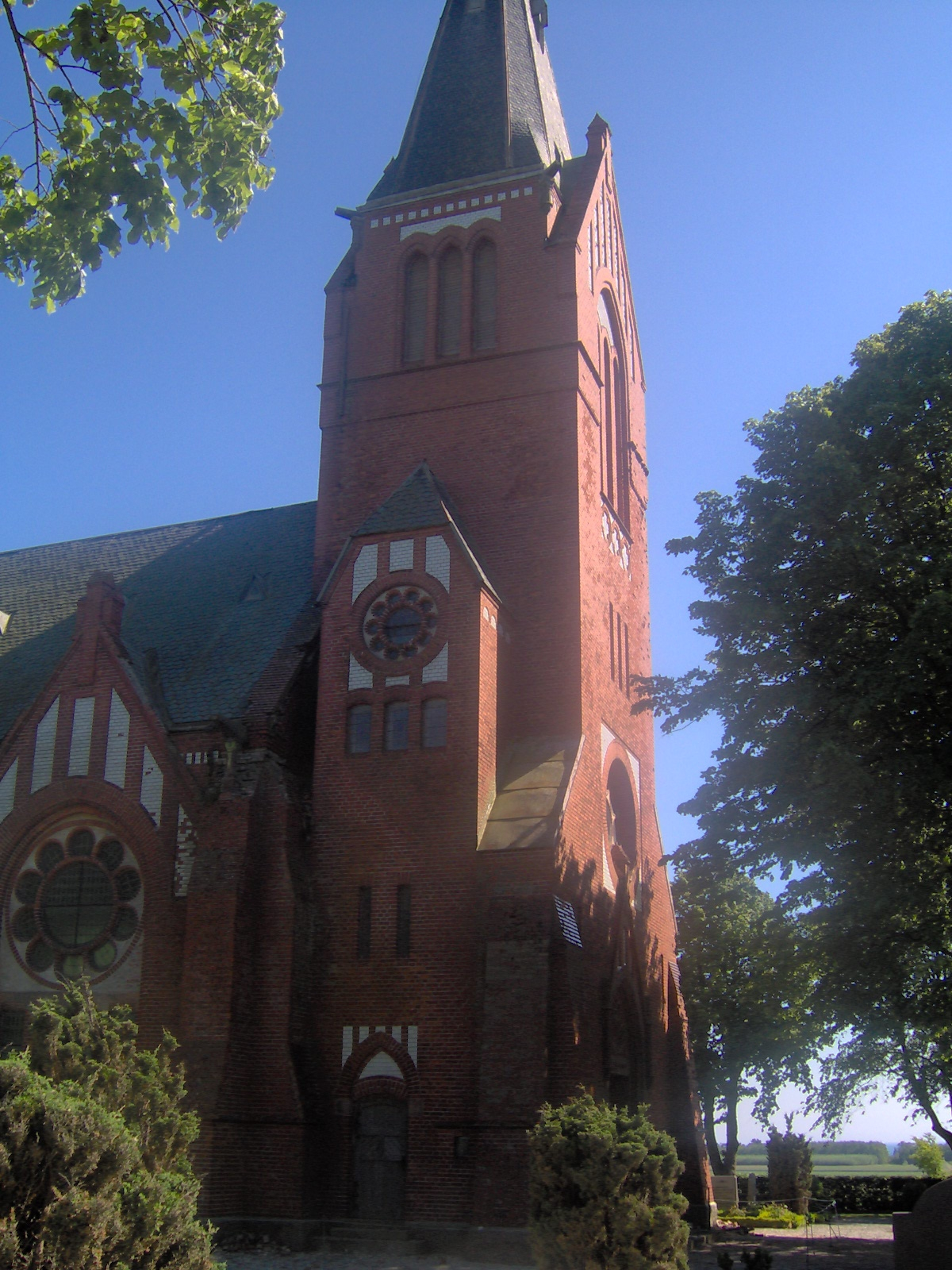
Tornet sett från nordväst
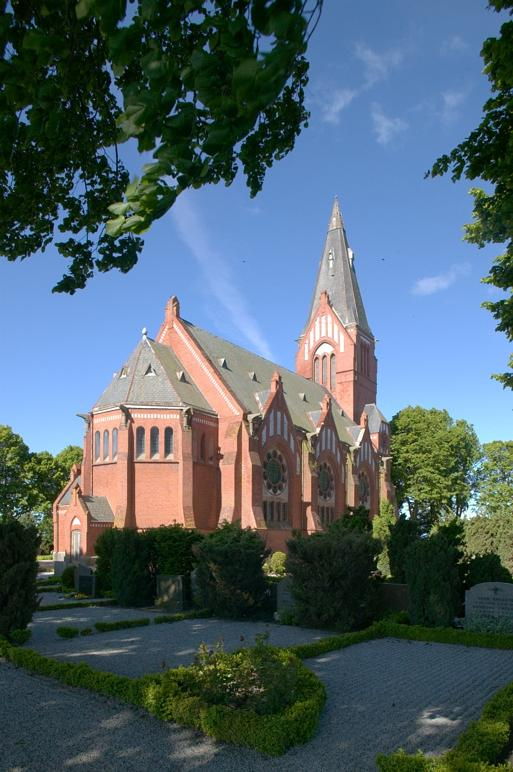
Kyrkan från nordöst
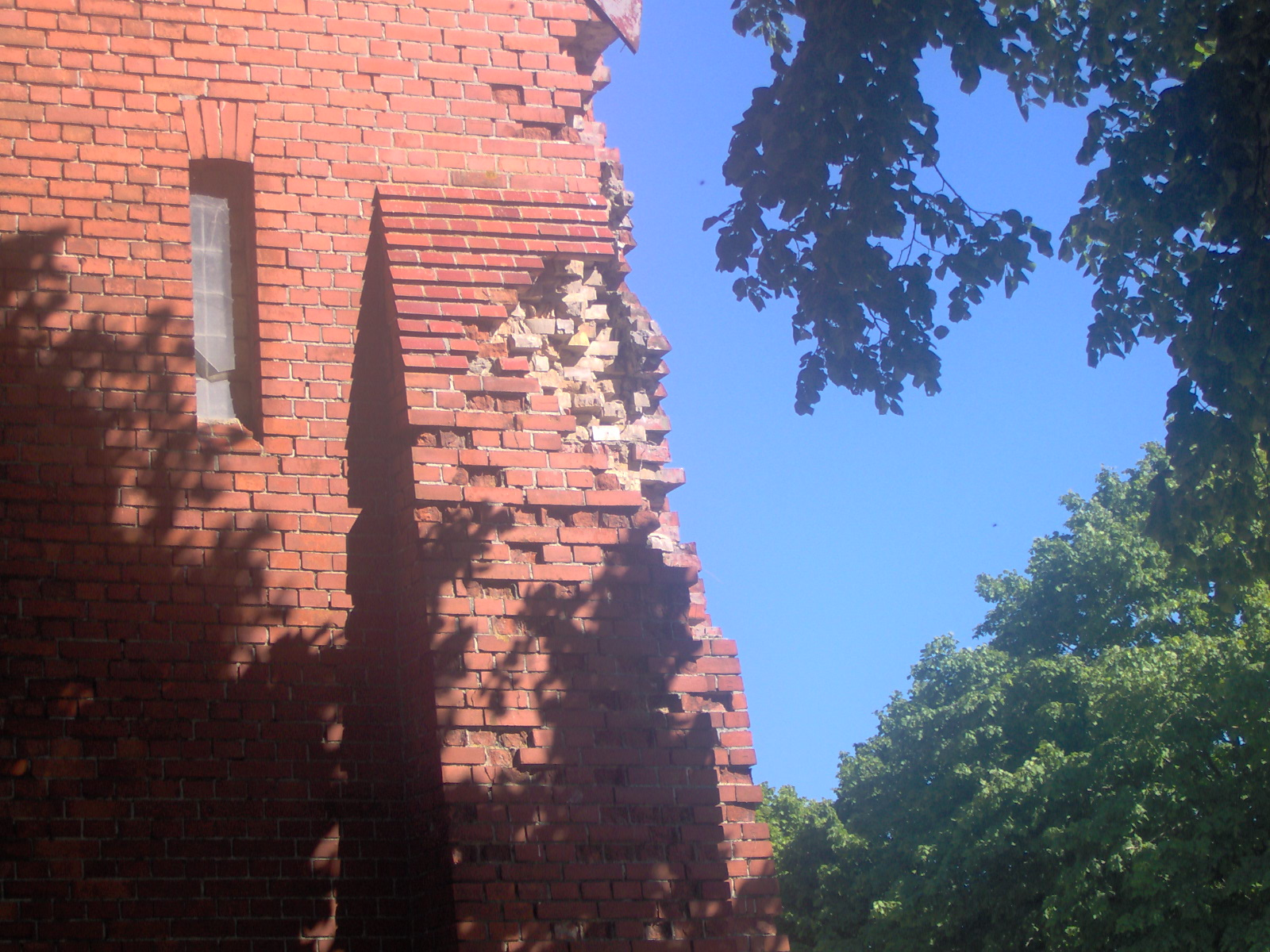
Närbild på skada